# ミゲル・アンヘル・テナ
ミゲル・アンヘル・テナ・ガルシア（Miguel Ángel Tena García、1982年1月17日 - ）は、スペイン・バレンシア州アルマソーラ出身の元サッカー選手、現サッカー指導者。現役時代のポジションはDF。2023年11月よりビジャレアルCFの暫定監督を務める。

## 経歴
現役時代は主にスペインのセグンダ・ディビシオンを舞台に戦っていた。プリメーラ・ディビシオンでの出場は2003-04シーズンのビジャレアルCFでの1試合のみ。
現役引退後は古巣ラシン・フェロルで監督としてデビューし、2015-16シーズンはセグンダBで38試合21勝10分7敗という成績を残した。
2018年からビジャレアルCFのカンテラで育成世代の指導を経験し、2023年11月10日、同クラブのトップチーム暫定監督に就任した。